# ناوچه آب‌خاکی مطلوبیت
ناوچه آب‌خاکی مطلوبیت (به انگلیسی: Landing Craft Utility) یک کشتی است که طول آن  ۳۶٫۳ متر (۱۱۹ فوت ۱ اینچ) می‌باشد.